# Bogata, Cluj
Bogata (în maghiară Bogátpuszta) este un sat în comuna Călărași din județul Cluj, Transilvania, România.

## Istoric
Localitatea actuală nu apare pe Harta Iosefină a Transilvaniei din 1769-1773 (Sectio 124 și Sectio 125). A fost atestată abia în anul 1913.
În Evul Mediu, în preajma așezării actuale, existau două sate, Kisbogát și Nagybogát („Mica Bogată“ și „Marea Bogată“) care făceau parte administrativ din Scaunul Secuiesc al Arieșului. Ele au fost distruse complet în timpul Evului Mediu, iar fostul teritoriu al satelor a fost numit „Bogátpuszta” („Câmpia Bogată”) de către locuitorii satelor vecine. După ce coloniștii români au înființat un sat nou în zonă, localitatea a fost denumită „Bogata”.

## Date geografice
Altitudinea medie: 343 m

## Demografie
În 2002 satul avea 1.166 locuitori, din care 1.007 români și 159 maghiari.

## Lăcașuri de cult
- Biserica ortodoxă „Sfinții Arhangheli Mihail și Gavriil”. Data punerii pietrei de temelie: 1986. Biserica este construită sub formă de navă, în stil romanic, la intrare având un pridvor care adăpostește clopotnița. A fost pictată în tehnica tempera de pictorul Mureșan Radu din Cluj între anii 2003-2005. Iconostasul este din lemn de cireș, realizat de sculptorul Bogdan Ioan din Mihai Viteazu în anul 2000. Icoanele au fost pictate de către pictorul Mureșan Radu din Cluj în anul 2002.

## Galerie de imagini

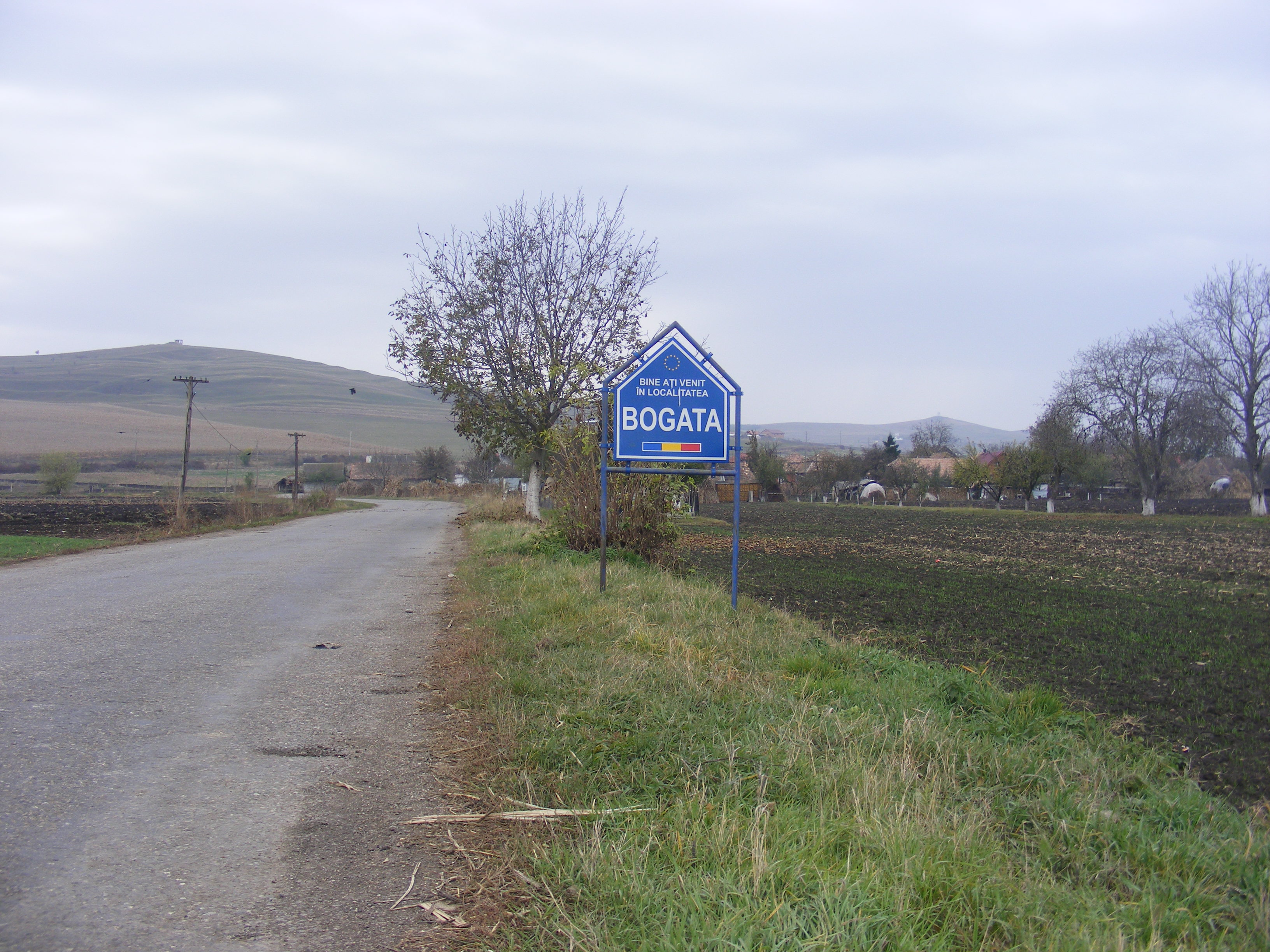
Intrarea în sat
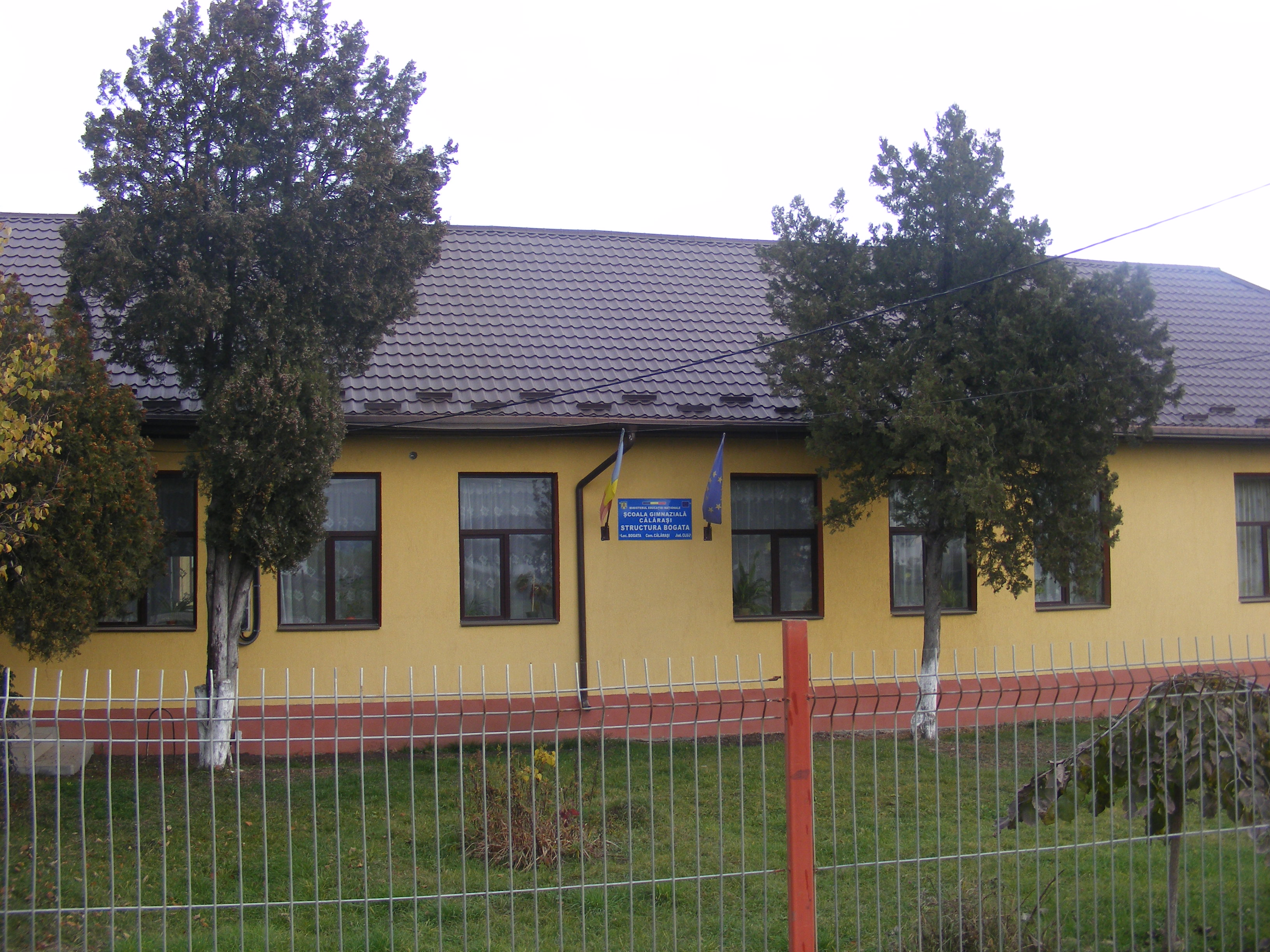
Școala satului
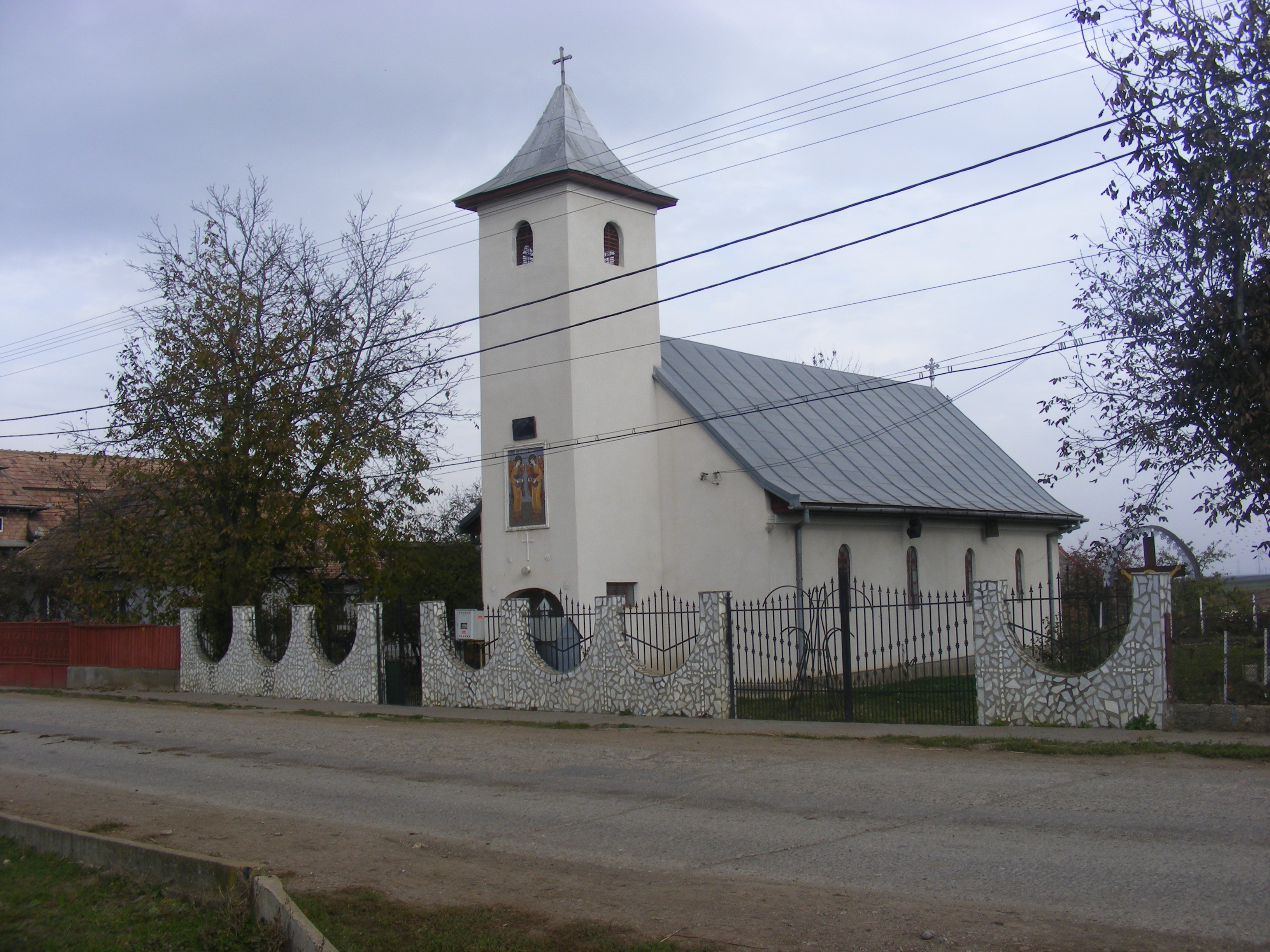
Biserica ortodoxă
Harta comunei Călărași (Cluj) și localităților componente